# Arquitetura Hoysala

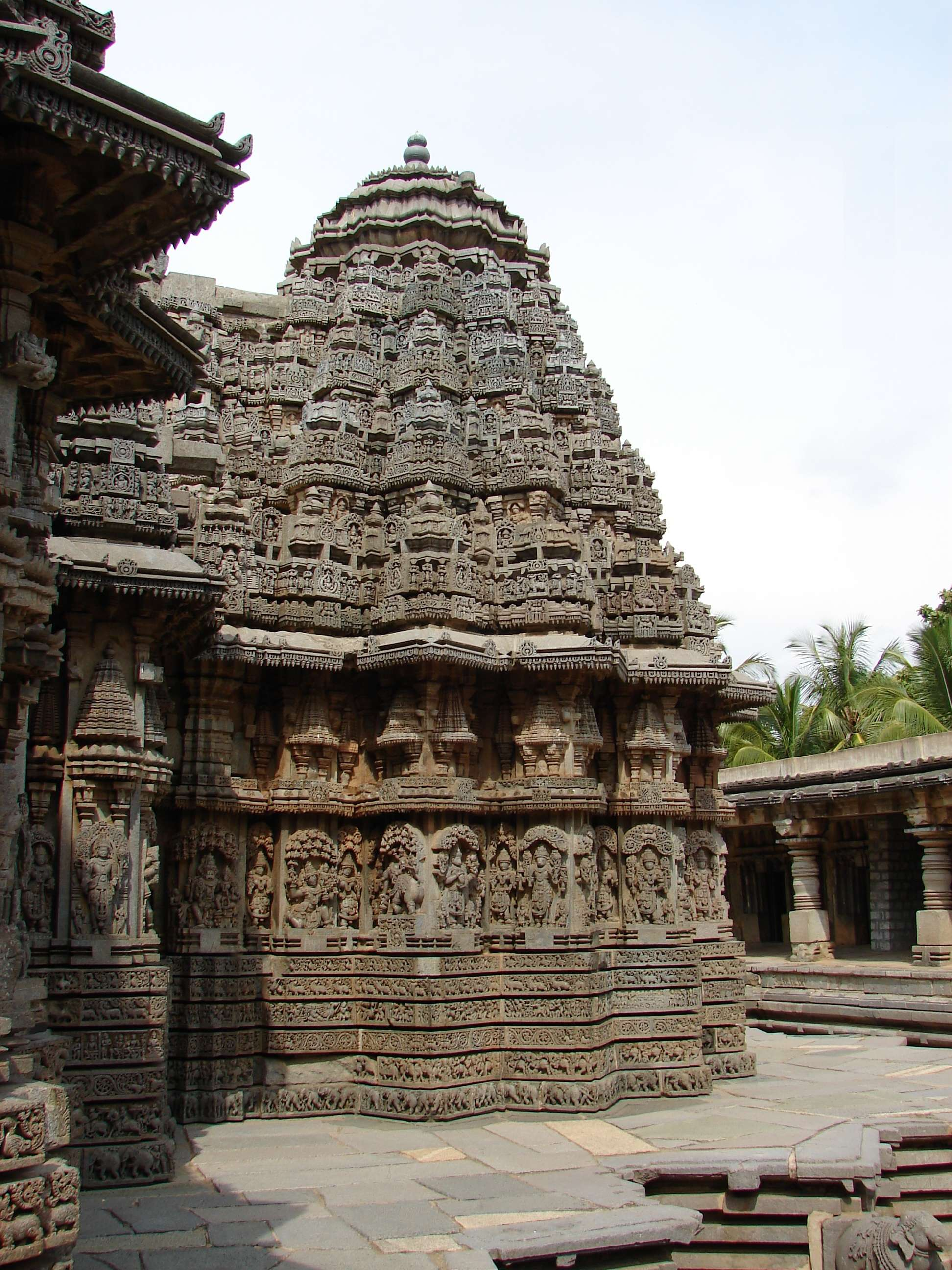
Perfil de um templo Hoysala em Somanathapura.

A arquitetura Hoysala é o estilo de construção desenvolvido sob a regra do Império Hoysala entre os séculos XI e XIV, na região conhecida hoje como Karnataka, um estado da Índia. A influência de Hoysala na arquitetura estava no seu auge no século XIII, quando dominou a região do Planalto Decão do Sul. Grandes e pequenos templos que foram construídos durante esta época permanecem como exemplos do estilo arquitetônico de Hoysala, incluindo o Templo de Chennakesava em Belur, o Templo Hoysaleswara em Halebidu e o Templo de Kesava em
Somanathapura. Outros exemplos de artesanato de Hoysala são os templos de Belavadi,
Amruthapura, Hosaholalu,
Mosale, Arasikere, Basaralu, Kikkeri e Nuggehalli. O estudo do estilo arquitetônico de Hoysala revelou uma influência Indo-ariana pouco significante, enquanto o impacto do estilo da Índia do Sul é mais distinto.
Os templos construídos antes da independência de Hoysala em meados do século XII refletem significantes influências ocidentais de Chaluquia, enquanto os templos posteriores retêm algumas características provindas da arquitetura Chaluquia Ocidental, mas possuem decoração e ornamentação adicionais, características exclusivas dos arquitetos de Hoysala. Cerca de trezentos templos são conhecidos por sobreviver no atual estado de Karnataka e muitos outros são mencionados em inscrições, embora apenas cerca de setenta tenham sido documentados. A maior concentração destes está nos distritos de Malnad, a terra natal dos reis de Hoysala.
A arquitetura de Hoysala é classificada pelo estudioso influente Adam Hardy como parte da tradição Karnata Dravida, uma tendência dentro da arquitetura dravídica no Decão que é distinta do estilo Tâmil do sul. Outros termos para a tradição são a arquitetura de Vesara e Chaluquia, dividida na arquitetura inicial Badami Chaluquia e a arquitetura Chaluquia Ocidental que precedeu diretamente  Hoysalas. Toda a tradição abrange um período de cerca de sete séculos começou no século VII sob o patrocínio da dinastia Chaluquia de
Badami, desenvolvido ainda sob os Rashtrakutas de Manyakheta durante os séculos IX e X e os Chaluquias ocidentais (ou Chaluquias posteriores) de Basavakalyan nos séculos XI e XII. Seu estágio final de desenvolvimento e transformação em um estilo independente foi durante o governo dos Hoysalas nos séculos XII e XIII.